# Sabaterpia hispanica
Sabaterpia hispanica is een rechtvleugelig insect uit de familie van de sabelsprinkhanen (Tettigoniidae). De wetenschappelijke naam van deze soort is voor het eerst voorgesteld als Ephippigera hispanica door Vincenz Kollar in een publicatie uit 1853.
Deze soort komt voor in Zuid-Spanje.